# Iain Hume
Iain Edward Hume (Edimburgo, Escocia, 30 de octubre de 1983) es un exfutbolista escocés nacionalizado canadiense. Jugaba como delantero y llegó a ser internacional por la selección de fútbol de Canadá.

## Trayectoria
Hume inició su trayectoria en las categorías inferiores del Tranmere Rovers y se destacó como un prolífico goleador en las temporadas 2003/04 (14 goles) y 2004/05 (16 goles en 50 partidos oficiales). De ahí dio el salto a la élite en 2005 al firmar con el Leicester City, en el que militó tres temporadas. Después fue traspasado al Barnsley y allí tuvo un rendimiento irregular que le llevó a ser cedido a clubes como el Preston North End, Doncaster Rovers y Fleetwood Town.
En 2014 vivió su primera etapa en la Indian Super League, una competición de la India que dio sus primeros pasos reclutando a futbolistas internacionales. Hume fichó por el Kerala Blasters y con 5 goles en 16 partidos fue nombrado jugador más valioso de la temporada. Tras regresar al Tranmere Rovers, en 2015 regresó a la India para militar en el Atlético de Kolkata, con el que marcó 11 goles en 16 encuentros.
En 2016 militó en la S.D. Ponferradina de la Segunda División de España, cedido por el Atlético de Kolkata. En enero de 2017 vuelve a España para fichar por el Extremadura U. D. de la Segunda División B.
Una vez finalizada la temporada queda libre y vuelve a la India, donde firma por el Kerala Blasters. En la siguiente campaña vuelve a cambiar de equipo, marchándose al F. C. Pune City, donde al finalizar la campaña queda libre. Después de unos años sin equipo, en 2022 anuncia su retirada.

## Clubes
| Club                        | Categoría                    | País       | Año         | Partidos | Goles |
| --------------------------- | ---------------------------- | ---------- | ----------- | -------- | ----- |
| Tranmere Rovers             | Football League Championship | Inglaterra | 1999 - 2000 | 3        | 0     |
| Tranmere Rovers             | Football League Championship | Inglaterra | 2000 - 2001 | 11       | 0     |
| Tranmere Rovers             | Football League One          | Inglaterra | 2001 - 2002 | 17       | 0     |
| Tranmere Rovers             | Football League One          | Inglaterra | 2002 - 2003 | 39       | 6     |
| Tranmere Rovers             | Football League One          | Inglaterra | 2003 - 2004 | 50       | 14    |
| Tranmere Rovers             | Football League Championship | Inglaterra | 2004 - 2005 | 50       | 16    |
| Tranmere Rovers             | Football League Championship | Inglaterra | 2005 - 2006 | 7        | 1     |
| Leicester City              | Football League Championship | Inglaterra | 2005 - 2006 | 38       | 9     |
| Leicester City              | Football League Championship | Inglaterra | 2006 - 2007 | 50       | 14    |
| Leicester City              | Football League Championship | Inglaterra | 2007 - 2008 | 44       | 11    |
| Barnsley                    | Football League Championship | Inglaterra | 2008 - 2009 | 16       | 4     |
| Barnsley                    | Football League Championship | Inglaterra | 2009 - 2010 | 37       | 5     |
| Barnsley                    | Football League Championship | Inglaterra | 2010 - 2011 | 2        | 0     |
| Preston North End (cedido)  | Football League Championship | Inglaterra | 2010 - 2011 | 31       | 12    |
| Preston North End (cedido)  | Football League One          | Inglaterra | 2011 - 2012 | 29       | 10    |
| Doncaster Rovers (cedido)   | Football League One          | Inglaterra | 2012 - 2013 | 22       | 4     |
| Preston North End           | Football League One          | Inglaterra | 2013 - 2014 | 20       | 2     |
| Fleetwood Town (cedido)     | Football League One          | Inglaterra | 2013 - 2014 | 11       | 1     |
| Kerala Blasters             | Superliga de India           | India      | 2014        | 16       | 5     |
| Tranmere Rovers             | Football League One          | Inglaterra | 2015        | 12       | 0     |
| Atlético de Kolkata         | Superliga de India           | India      | 2015        | 16       | 11    |
| S.D. Ponferradina (cedido)  | Liga Adelante                | España     | 2016        | 7        | 0     |
| Atlético de Kolkata         | Superliga de India           | India      | 2016        | 14       | 7     |
| Extremadura Unión Deportiva | Segunda División B           | España     | 2017        | 10       | 1     |
| Kerala Blasters             | Superliga de India           | India      | 2017-2018   | 13       | 5     |
| Football Club of Pune City  | Superliga de India           | India      | 2018-2019   | 10       | 1     |

## Selección nacional
Iain Hume fue internacional con la selección de fútbol de Canadá. Aunque nació en Escocia, pasó su infancia en Brampton (Ontario) y posee la doble nacionalidad. A los 15 años, Hume tuvo la oportunidad de representar a Escocia en la categoría sub-16, pero terminó rechazándola porque se sentía más identificado con Canadá que con su país natal.
Hume jugó la Copa Mundial de Fútbol Juvenil de 2001 en Argentina, junto con Atiba Hutchinson y Michael Klukowski entre otros. Dos años después volvió a ser convocado en el Copa Mundial de Fútbol Juvenil de 2003 y Hume tuvo un papel destacado con tres goles, entre ellos uno en cuartos de final contra España, que sirvió para forzar la prórroga. Canadá finalmente cayó eliminada frente a los españoles por un marcador de 2:1. Es la mejor actuación de los norteamericanos en un evento masculino de la FIFA.
Su debut con la selección absoluta de Canadá llegó en un partido amistoso ante Libia en febrero de 2003. Desde entonces ha formado parte de competiciones como la Copa de Oro de la Concacaf 2007, en la que marcó un gol frente a Estados Unidos que no sirvió para evitar la derrota (1:2), y la fase clasificatoria para la Copa Mundial de Fútbol de 2014.

### Goles como international
Goles y resultado de Canadá primero.
| # | Fecha                   | Evento                                                   | Rival          | Goles | Resultado | Competición                     |
| - | ----------------------- | -------------------------------------------------------- | -------------- | ----- | --------- | ------------------------------- |
| 1 | 16 de noviembre de 2005 | Stade Alphonse Theis, Hesperange, Luxemburgo             | Luxemburgo     | 1–0   | 1–0       | Partido amistoso                |
| 2 | 21 de junio de 2007     | Soldier Field, Chicago, USA                              | Estados Unidos | 1–2   | 1–2       | Copa de Oro de la Concacaf 2007 |
| 3 | 6 de septiembre de 2011 | Estadio Juan Ramón Loubriel, Bayamon, Puerto Rico        | Puerto Rico    | 1–0   | 3–0       | Clasificación Mundial 2014      |
| 4 | 7 de octubre de 2011    | Beausejour Stadium, Gros Islet, Santa Lucia              | Santa Lucía    | 6–0   | 7–0       | Clasificación Mundial 2014      |
| 5 | 7 de octubre de 2011    | Beausejour Stadium, Gros Islet, Santa Lucia              | Santa Lucía    | 7–0   | 7–0       | Clasificación Mundial 2014      |
| 6 | 16 de octubre de 2012   | Estadio Olímpico Metropolitano, San Pedro Sula, Honduras | Honduras       | 1–6   | 1–8       | Clasificación Mundial 2014      |